# Magda Apanowicz
Magda Apanowicz (Vancouver, 8 de noviembre de 1985) es una actriz canadiense, más conocida por su rol de Andy Jensen en la serie de televisión Kyle XY.
Estudió en la Escuela de Cine de Vancouver.
Fue nominada a los Gemini Awards, en la categoría de "mejor actuación en un programa o serie infantil/juvenil" en septiembre de 2007 por su papel en Renegadepress.com.

## Filmografía
| Year | Title              | Role           | Notes         |
| ---- | ------------------ | -------------- | ------------- |
| 2003 | Sweet Lullaby      | Julie          | Cortometraje  |
| 2004 | Riverburn          | Muchacha       | Cortometraje  |
| 2004 | El efecto mariposa | Joven punk     |               |
| 2006 | Slither            | Amiga          | No acreditada |
| 2012 | Dead Souls         | Emma           |               |
| 2014 | A Reason           | Serena Hilgrim |               |
| 2015 | The Green Inferno  | Samantha       |               |
| 2019 | Volition           | Angela         |               |

| Year    | Title                         | Role                                    | Notes                                                                |
| ------- | ----------------------------- | --------------------------------------- | -------------------------------------------------------------------- |
| 2002    | Jeremiah                      | Mujer joven                             | Episodio: "And the Ground, Sown with Salt"                           |
| 2002    | John Doe                      | Modelo con piercing                     | Episodio: "Low Art"                                                  |
| 2004–05 | Cold Squad                    | Kassia Harper                           | Episodios: "Teen Angel", "The Filth: Part 1", "And the Fury: Part 2" |
| 2006    | The L Word                    | Joven Redneck                           | Episodio: "Lost Weekend"                                             |
| 2006    | Holiday Wishes                | Dodie Bradley                           | Película para televisión de Lifetime                                 |
| 2006–07 | Renegadepress.com             | Alex Young                              | Papel principal (temporadas 3-5); 25 episodios                       |
| 2007    | Devil's Diary                 | Ursula Wilson                           | Película para televisión de Lifetime                                 |
| 2007    | Bionic Woman                  | Heaven Von Fleet                        | Episodio: "Sisterhood"                                               |
| 2007–09 | Kyle XY                       | Andy Jensen                             | Papel recurrente (temporadas 2-3); 24 episodios                      |
| 2008    | The Andromeda Strain          | Suzie Travis                            | Miniserie, Episodio: "1.1"                                           |
| 2008    | Every Second Counts           | Brooke Preston                          | Película para televisión de Hallmark Channel                         |
| 2009–10 | Caprica                       | Lacy Rand                               | Papel principal; 17 episodios                                        |
| 2010    | Bond of Silence               | Angie                                   | Película para televisión de Lifetime                                 |
| 2010    | Team Unicorn                  | Zombie / Caroler                        | Episodio: "A Very Zombie Holiday"                                    |
| 2010–11 | Hellcats                      | Kathy                                   | Papel recurrente; 6 episodios                                        |
| 2011    | Team Unicorn                  | Chica en la playa                       | Episodio: "Alien Beach Crashers"                                     |
| 2011    | Snowmageddon                  | Jennifer Miller                         | Película para televisión de Syfy                                     |
| 2011    | Robot Chicken                 | Gladys / Esposa de Herman / Madre (voz) | Episodio: "The Curious Case of the Box"                              |
| 2012    | Holliston                     | Goblin                                  | Episodio: "Weekend of Horrors"                                       |
| 2012    | Husbands                      | Artista de maquillaje para televisión   | Episodios: "Appropriate Is Not the Word", "The Straightening"        |
| 2012    | The 12 Disasters of Christmas | Jacey                                   | Película para televisión de Syfy                                     |
| 2013    | The Toyman Killer             | Christine Solter                        | Película para televisión de Lifetime                                 |
| 2013–15 | Continuum                     | Emily / Maya Hartwell                   | Papel recurrente (temporadas 2-4); 18 episodios                      |
| 2014    | The Mentalist                 | April Lark                              | Episodio: "Black Hearts"                                             |
| 2014    | Till Death Do Us Part         | Jolene                                  | Película para televisión                                             |
| 2015    | Fatal Memories                | April Parker                            | Película para televisión de Lifetime                                 |
| 2015    | Motive                        | Elizabeth Hillis                        | Episodio: "Reversal of Fortune"                                      |
| 2018    | Travelers                     | Dawn                                    | Episodios: “Perrow”, “Phillip”, “Archive”                            |
| 2018    | Supernatural                  | Sandy                                   | Episodio: "The Thing"                                                |
| 2019    | The Magicians                 | Mujer en el bar                         | Episodios: "All That Hard, Glossy Armor", “The Secret Sea”           |
| 2019    | iZombie                       | Nora Shaw                               | Episodio: "Dot Zom"                                                  |
| 2019    | Tempting Fate                 | Josephine                               | Película para televisión de Lifetime                                 |
| 2019    | You                           | Sandy Goldberg                          | Papel recurrente (temporada 2) Invitada (temporada 3)                |
| 2023    | The Flash                     | Fiddler / Andrea Wozzeck                | 4 episodios                                                          |

| Year | Title                                                      | Role                 | Notes         |
| ---- | ---------------------------------------------------------- | -------------------- | ------------- |
| 2011 | I Don't Want to Die A Virgin de Young Beautiful in a Hurry | Bailarina de los '50 | Video musical |